# Max von Bock und Polach

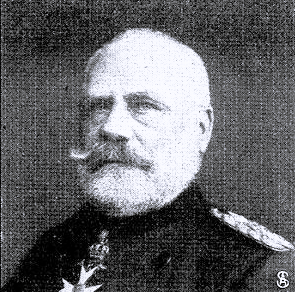
Generalfeldmarschall Max von Bock und Polach, um 1911

Max Friedrich Ernst von Bock und Polach (* 5. September 1842 in Trier; † 4. März 1915 in Hannover) war ein preußischer Generalfeldmarschall.

## Leben

### Herkunft
Max entstammte dem meißnischen Uradelsgeschlecht Bock und Polach und war der zweitälteste Sohn des preußischen Hauptmanns Ernst von Bock und Polach (1799–1849). Sein älterer Bruder war der spätere Oberbürgermeister von Mülheim an der Ruhr, Karl von Bock und Polach (1840–1902).

### Militärkarriere
Nach dem Besuch des Kadettenkorps trat Bock und Polach 1860, zusammen mit seinem Bruder Karl, als Sekondeleutnant in das Infanterie-Regiment Nr. 55 ein. 1864 kämpfte er im Deutsch-Dänischen Krieg und 1866 im Deutschen Krieg. Während des Deutsch-Französischen Kriegs war Bock und Polach als Adjutant des Generalleutnants Adolf von Glümer Mitglied des Stabes der 13. Division und erhielt das Eiserne Kreuz II. Klasse.
Zum Hauptmann befördert, kehrte er aus dem Kriege zurück und unterrichtete an der Kriegsschule Hannover. Kurz darauf erfolgte seine Versetzung zum Infanterie-Regiment Nr. 16. 1872 wurde er à la suite des 6. Westfälischen Infanterie-Regiments Nr. 55 dem Generalstab unterstellt. Als Oberstleutnant übernahm er im Jahr 1874 den Posten des Stabschefs des VIII. Armee-Korps in Koblenz. 1875 wechselte er in den Generalstab der 31. Division nach Straßburg, wo er am 20. September 1876 zum Major befördert wurde. Daraufhin wechselte er ins Generalkommando des XV. Armee-Korps. Von 1882 bis 1884 war Bock und Polach dann Mitglied des Großen Generalstabes in Berlin. Nach seiner Beförderung zum Oberstleutnant kehrte er 1885 nach Straßburg zum XV. Armee-Korps zurück und wurde dort Chef des Generalstabes. Als solcher folgte 1887 seine Beförderung zum Oberst. Nachdem Bock und Polach 1890 Generalmajor geworden war, kehrte er im Jahr darauf als Mitglied der Obermilitärstudienkommission und Quartiermeister in den Großen Generalstab zurück. Mit seiner Beförderung zum Generalleutnant 1893 wurde er zum Kommandeur der 20. Division in Hannover ernannt. Als General der Infanterie war Bock und Polach ab 1897 Kommandierender General des Gardekorps.
Nachdem er zu Jahresbeginn 1902 zum Ritter des Schwarzen Adlerordens geschlagen wurde, führte er zwischen 27. Januar 1902 bis zum 10. September 1907 das XIV. Armee-Korps in Karlsruhe. 1907 wurde er Generalinspekteur der III. Armee-Inspektion in Hannover. Am 18. September 1908 wurde er zum Generaloberst befördert. Zusammen mit Alfred von Schlieffen und Colmar von der Goltz wurde er bei der Neujahrsfeier am 1. Januar 1911 von Kaiser Wilhelm II. zum preußischen Generalfeldmarschall ernannt.
Im Herbst 1912 reichte er sein Abschiedsgesuch ein, dem mit Wirkung vom 13. September 1912 stattgegeben wurde.

### Familie
Bock und Polach heiratete am 19. April 1873 in Haus Mehrum Mathilde Freiin von Plettenberg (1850–1924). Aus dieser Ehe gingen drei Töchter hervor. Sein einziger Sohn Hans fiel am 14. Juni 1915 als Hauptmann und Kompaniechef im 1. Garderegiment zu Fuß bei Wilkie Oczy (Galizien).

## Grabmal
Max von Bock und Polach wurde auf dem Stadtfriedhof Stöcken bestattet. Das Grabmal entwarf Stadtbaudirektor Paul Wolf.

## Auszeichnungen
Für seine Verdienste wurde Bock und Polach vielfach geehrt. Der preußische König ernannte ihn zum Domherr von Brandenburg an der Havel sowie zum Chef des Infanterie-Regiments „Freiherr von Sparr“ (3. Westfälisches) Nr. 16.
Außerdem war er Inhaber folgender Orden und Ehrenzeichen:
- Schwarzer Adlerorden mit der Kette[2]
- Großkreuz des Roten Adlerordens mit Eichenlaub und Schwertern und mit Schwertern am Ringe[2]
- Kronenorden I. Klasse mit Schwertern am Ringe[2]
- Großkomtur des Königlichen Hausordens von Hohenzollern[2]
- Preußisches Dienstauszeichnungskreuz[2]
- Ehrenkreuz I. Klasse des Fürstlichen Hausordens von Hohenzollern[2]
- Hausorden der Treue mit Brillanten[2]
- Komtur II. Klasse des Ordens vom Zähringer Löwen mit Eichenlaub[2]
- Großkreuz des Bayerischen Militärverdienstordens[2]
- Großkreuz des Ordens Heinrichs des Löwen mit Schwertern[2]
- Großkreuz des Hessischen Ludwigs-Ordens[2]
- Ehrenkreuz I. Klasse des Lippischen Hausordens[2]
- Großkreuz mit der Krone in Gold des Hausordens der Wendischen Krone[2]
- Ehrengroßkreuz des Oldenburgischen Haus- und Verdienstordens des Herzogs Peter Friedrich Ludwig[2]
- Komtur II. Klasse des Albrechts-Ordens[2]
- Großkreuz des Hausordens vom Weißen Falken[2]
- Großkreuz des Sachsen-Ernestinischen Hausordens[2]
- Großkreuz des Ordens der Württembergischen Krone[2]
- Komtur II. Klasse des Friedrichs-Ordens[2]
- Großkreuz des Ordens der Aufgehenden Sonne[2]
- Großkreuz des Ritterordens der Heiligen Mauritius und Lazarus[2]
- Großkreuz des Ordens von Oranien-Nassau[2]
- Großkreuz des ö.-k. Leopold-Ordens mit Brillanten[2]
- Orden der Eisernen Krone III. Klasse mit Kriegsdekoration[2]
- Kaiserlich-Königlicher Orden vom Weißen Adler[2]
- Großkreuz des Weißen Elefantenordens[2]
- Osmanje-Orden I. Klasse[2]